# David Triller
David Triller (* 20. Juli 1627 in Crimmitschau; † 15. November 1665 ebenda) war evangelischer Pastor (Primarius) in Crimmitschau und Adjunkt des Superintendenten von Zwickau.

## Leben
Er war der Sohn des Crimmitschauer Bürgermeisters Abraham Triller und der Anna geb. Götze und zählte sich zu den Nachkommen des Schmiedes, der an der Befreiung der beiden Prinzen Ernst und Albrecht von Sachsen 1455 beteiligt war.
Von der Fürstenschule St. Afra in Meißen musste er wegen Kriegsunruhen an das Gymnasium Gotha gehen, wo er von Herzog Ernst gefördert wurde. 1650 hielt er eine Rede über das Ende des Dreißigjährigen Krieges, zu der öffentlich durch Ausgang eingeladen wurde.
1651 erhielt er an der Universität Jena ein Stipendium und schloss sein Studium am 4. März 1653 als Magister der Theologie ab. Sein älterer Bruder, der spätere Stiftsprediger zu Altenburg, Abraham Triller, unterstützte ihn beim Studium.
Herzog Ernst berief ihn 1656 zum Pastor in Großfahner. 1658 wurde er Pfarrer in Gräfenhain, zu welchem Kirchspiel auch das Amt Georgenthal mit Naundorf gehörte. Ohne sein Vorwissen wurde er von Friedrich Carl Bose, Erbsaß auf Schweinsburg usw., der Kammerjunker am Hofe zu Altenburg war, zum Pastor in seine Geburtsstadt Crimmitschau berufen. Obwohl Triller gute Aufstiegschancen beim Fürsten zu Sachsen-Gotha gehabt hätte, entschied er sich für sein Heimatland und kehrte nach Crimmitschau zurück, wo er am 23. Oktober 1662 sein Amt antrat, das er dort allerdings nur drei Jahre ausüben konnte, weil er im Herbst 1665 starb. Er hinterließ zwei Töchter und den Sohn David Triller. Aus Anlass seiner Beisetzung erschien eine gedruckte Leichenpredigt.

## Schriften (Auswahl)
- Disputatio Logica De Consequentia Formali Et Materiali / quam Consensu Amplißimi & spectatißimi Senatus Philosophici Sub Praesidio Dn. Pauli Slevogti Ebraeae & Graecae Linguarum in Illustri Salana Professoris Publici Ordinarii ... Publicae ventilationi submittit David Triller/ Crimmicia-Misnicus, ad diem 2. Decembr 1652. Jena 1652 (online).
- Beitrag in: Votivae Acclamationes, Quibus supremae in Philosophia Laureae Gradum, quem vocant, Magisterii die 10. August. Anni MDCLII. Rectore Magnifico Viro ... DN. Erasmo Ungepaurn/ Icto famigeratissimo, inclutae Facultatis Iuri- dicae Ordinario, Curiae provincialis Assessore Garvissimo. Et Decano Spectatissimo Viro ... DN. Paulo Slevogt, LL. Orient. & Graecae P. P. Ordinario. Ritu solenni & publico adeptum Viro-Iuveni Eximo & Praestantissimo Dn. Friderico Müller/ Vinaria-Thuringo Gratulantur Patroni, Fautores Atq[ue] Amici. Jena 1652.